# Guvernul Theodor Stolojan
Guvernul Theodor Stolojan a condus România în perioada 16 octombrie 1991 - 19 noiembrie 1992.